# لواء إتزيوني
لواء إتزيوني (بالعبرية: חֲטִיבַת עֶצְיוֹנִי)، يعرف أيضًا باللواء السادس ولواء القدس، كان لواء مشاة تابعًا لعصابة الهاجاناه وجيش الدفاع الإسرائيلي في حرب 1948م. تأسَّس في أواخر سنة 1947م كوحدة عسكرية ميدانية مسؤولة عن الدفاع عن الجزء المحتل من مدينة القدس وما حولها، حيث خدم هناك إلى جانب لواء هارئيل. كان أول قائد للواء هو يِسْرَائيل أمير الذي اسْتُبْدِل بديفيد شالاتيل.
شارك اللواء بعمليات عسكرية في مدينة القدس نفسها، والتي شملت عملية يبوسي، وكيلشون، ومعارك رمات راحيل، وكيديم، وييكيف.